# Sisyrinchium tenuifolium
Sisyrinchium tenuifolium är en irisväxtart som beskrevs av Alexander von Humboldt, Aimé Bonpland och Carl Ludwig von Willdenow. Sisyrinchium tenuifolium ingår i släktet gräsliljor, och familjen irisväxter. Inga underarter finns listade i Catalogue of Life.